# Tweede Kamerverkiezingen in het kiesdistrict Weert

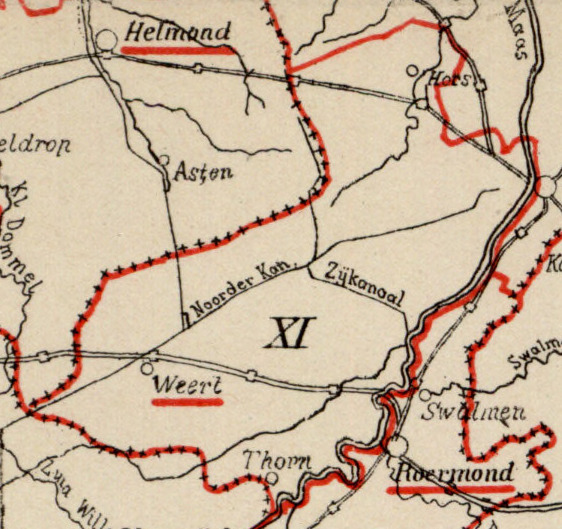
Kiesdistrict Weert (1888)

Tweede Kamerverkiezingen in het kiesdistrict Weert geeft een overzicht van verkiezingen voor de Nederlandse Tweede Kamer in het kiesdistrict Weert in de periode 1888-1918.
Het kiesdistrict Weert werd ingesteld na de grondwetsherziening van 1887. Tot het kiesdistrict behoorden de volgende gemeenten: Baexem, Buggenum, Grathem, Haelen, Heythuysen, Helden, Horst, Hunsel, Ittervoort, Kessel, Maasbree, Meijel, Nederweert, Neer, Neeritter, Nunhem, Roggel, Sevenum, Stramproy en Weert.
Het kiesdistrict Weert vaardigde in dit tijdvak per zittingsperiode één lid af naar de Tweede Kamer. 
Legenda
- cursief: in de eerste verkiezingsronde geëindigd op de eerste of tweede plaats, en geplaatst voor de tweede ronde;
- vet: gekozen als lid van de Tweede Kamer.

## 6 maart 1888
De verkiezingen werden gehouden na vervroegde ontbinding van de Tweede Kamer.
|                      | 6 maart |
| -------------------- | ------- |
| Kiesgerechtigden     | 1.692   |
| Opkomst              | 1.320   |
| Geldige stemmen      | 1.291   |
| Blanco stemmen       | 29      |
| Kandidaten           |         |
| J.M.L.H. Clercx      | 944     |
| C.M. van der Heijden | 337     |

## 9 juni 1891
De verkiezingen werden gehouden na ontbinding van de Tweede Kamer.
|                  | 9 juni |
| ---------------- | ------ |
| Kiesgerechtigden | 1.812  |
| Opkomst          | 904    |
| Geldige stemmen  | 855    |
| Blanco stemmen   | 46     |
| Kandidaten       |        |
| J.M.L.H. Clercx  | 827    |

## 10 april 1894
De verkiezingen werden gehouden na vervroegde ontbinding van de Tweede Kamer.
|                  | 10 april |
| ---------------- | -------- |
| Kiesgerechtigden | 1.848    |
| Opkomst          | 956      |
| Geldige stemmen  | 914      |
| Blanco stemmen   | 41       |
| Kandidaten       |          |
| P.J. Truijen     | 851      |
| F. Coenen        | 34       |

## 15 juni 1897
De verkiezingen werden gehouden na ontbinding van de Tweede Kamer.
|                  | 15 juni |
| ---------------- | ------- |
| Kiesgerechtigden | 5.742   |
| Kandidaten       |         |
| P.J. Truijen     |         |

Truijen was de enige kandidaat; hij werd zonder nadere stemming gekozen verklaard.

## 14 juni 1901
De verkiezingen werden gehouden na ontbinding van de Tweede Kamer.
|                  | 14 juni |
| ---------------- | ------- |
| Kiesgerechtigden | 6.104   |
| Opkomst          | 3.381   |
| Geldige stemmen  | 3.302   |
| Blanco stemmen   | 79      |
| Kandidaten       |         |
| V.E.L. de Stuers | 2.270   |
| B.J. Hulshof     | 1.032   |

## 16 juni 1905
De verkiezingen werden gehouden na ontbinding van de Tweede Kamer.
|                  | 16 juni |
| ---------------- | ------- |
| Kiesgerechtigden | 6.722   |
| Kandidaten       |         |
| V.E.L. de Stuers |         |

De Stuers was de enige kandidaat; hij werd zonder nadere stemming gekozen verklaard.

## 11 juni 1909
De verkiezingen werden gehouden na ontbinding van de Tweede Kamer.
|                  | 11 juni |
| ---------------- | ------- |
| Kiesgerechtigden | 7.064   |
| Kandidaten       |         |
| V.E.L. de Stuers |         |

De Stuers was de enige kandidaat; hij werd zonder nadere stemming gekozen verklaard.

## 17 juni 1913
De verkiezingen werden gehouden na ontbinding van de Tweede Kamer.
|                  | 17 juni |
| ---------------- | ------- |
| Kiesgerechtigden | 7.868   |
| Kandidaten       |         |
| V.E.L. de Stuers |         |

De Stuers was de enige kandidaat; hij werd zonder nadere stemming gekozen verklaard.

## 27 april 1916
Victor de Stuers, gekozen bij de verkiezingen van 17 juni 1913, overleed op 21 maart 1916. Om in de ontstane vacature te voorzien werd een tussentijdse verkiezing gehouden. 
|                        | 27 april | 4 mei |
| ---------------------- | -------- | ----- |
| Kiesgerechtigden       | 8.267    | 8.267 |
| Opkomst                | 4.917    | 5.963 |
| Geldige stemmen        | 4.793    | 5.904 |
| Blanco stemmen         | 124      | 59    |
| Kandidaten             |          |       |
| H.A.G. van Groenendael | 1.245    | 2.969 |
| W.F.W. Kolkman         | 1.850    | 2.935 |
| G.J.H. Peters          | 979      |       |
| A.P.H.K.J. Kellenaers  | 719      |       |

## 15 juni 1917
De verkiezingen werden gehouden na ontbinding van de Tweede Kamer.
|                        | 15 juni |
| ---------------------- | ------- |
| Kiesgerechtigden       | 8.626   |
| Kandidaten             |         |
| H.A.G. van Groenendael |         |

De zeven in de vorige Tweede Kamer vertegenwoordigde partijen hadden afgesproken in elkaars kiesdistricten geen tegenkandidaten te stellen. Van Vlijmen was derhalve de enige kandidaat; hij werd zonder nadere stemming gekozen verklaard.

## Opheffing
De verkiezing van 1917 was de laatste verkiezing voor het kiesdistrict Weert. In 1918 werd voor verkiezingen voor de Tweede Kamer overgegaan op een systeem van evenredige vertegenwoordiging met kandidatenlijsten van politieke partijen.